# Purificación Ortiz
Purificación Ortiz Ortiz (Campo de Criptana, 6 giugno 1972) è un'ex atleta paralimpica spagnola cieca.

## Biografia
Appena sedicenne ha esordito in campo internazionale, partecipando alle Paralimpiadi di Seul 1988.
Nel 1992, alle Paralimpiadi di Barcellona, ha conquistato due medaglie nelle gare di velocità e ha vinto la medaglia d'oro nel salto in lungo, raggiungendo la misura di 4,99 metri.
Alle Paralimpiadi di Atlanta 1996, dovette gareggiare nel salto in lungo in una competizione che univa le categorie F10 (ciechi assoluti) e F11 (ipovedenti). Guadagnò la medaglia di bronzo, dietro alle connazionali Magdalena Amo e Rosalía Lázaro.

## Palmarès
| Anno | Manifestazione     | Sede       | Evento                | Risultato | Prestazione | Note |
| ---- | ------------------ | ---------- | --------------------- | --------- | ----------- | ---- |
| 1988 | Giochi paralimpici | Seul       | Salto in lungo B1     | 5ª        | 3,95 m      |      |
| 1992 | Giochi paralimpici | Barcellona | 100 m piani B1        | Argento   | 13"43       |      |
| 1992 | Giochi paralimpici | Barcellona | 200 m piani B1        | Bronzo    | 28"13       |      |
| 1992 | Giochi paralimpici | Barcellona | Salto in lungo B1     | Oro       | 4,99 m      |      |
| 1996 | Giochi paralimpici | Atlanta    | Salto in lungo F10-11 | Bronzo    | 5,07 m      |      |